# 인천효성고등학교
인천효성고등학교(仁川曉星高等學校)는 대한민국 인천광역시 계양구 효성동에 있는 공립 고등학교이다.

## 학교 연혁
- 2002년 1월 7일 : 효성고등학교 13학급(남 5, 여 8) 설립(인천광역시조례 제3572호)
- 2002년 3월 1일 : 초대 한충연 교장 취임
- 2002년 3월 4일 : 제1회 입학식 신입생 452명 입학(남 173명, 여 279명)
- 2002년 7월 5일 : 효성고등학교 준공
- 2002년 8월 30일 : 효민관 개관식
- 2005년 2월 4일 : 인천광역시립학교 설치조례 중 개정조례 제3860호 학교명을 효성고등학교에서 인천효성고등학교로 개명
- 2005년 2월 16일 : 제1회 426명 졸업(남 169명, 여 257명)
- 2022년 3월 1일 : 제7대 정동우 교장 취임
- 2022년 12월 22일 : 제19회 졸업생 213명(남 108명, 여 105명) 총 6,638명 졸업
- 2023년 3월 2일 : 제22회 입학생 210명 (남 106명, 여 104명)

## 참고 자료
- 인천효성고등학교 - 한국교육학술정보원 학교알리미